# Belagerung von Yorktown (1862)
Die Belagerung von Yorktown (englisch Siege of Yorktown), auch Schlacht von Yorktown (engl.: Battle of Yorktown) genannt, fand im Jahr 1862 während des Amerikanischen Bürgerkriegs als Teil des Halbinselfeldzuges zwischen konföderierten Verteidigern und Angreifern der Union statt. Die Belagerung der Stadt Yorktown begann am 5. April nach erstem Kontakt des 4. US-Armeekorps mit konföderierten Truppen bei Lees Mill und endete am 4. Mai mit der Vollendung des Rückzugs der Konföderation nach Williamsburg.
Dieses Ereignis ist nicht mit der Schlacht bei Yorktown im September 1781 zu verwechseln.

## Hintergrund

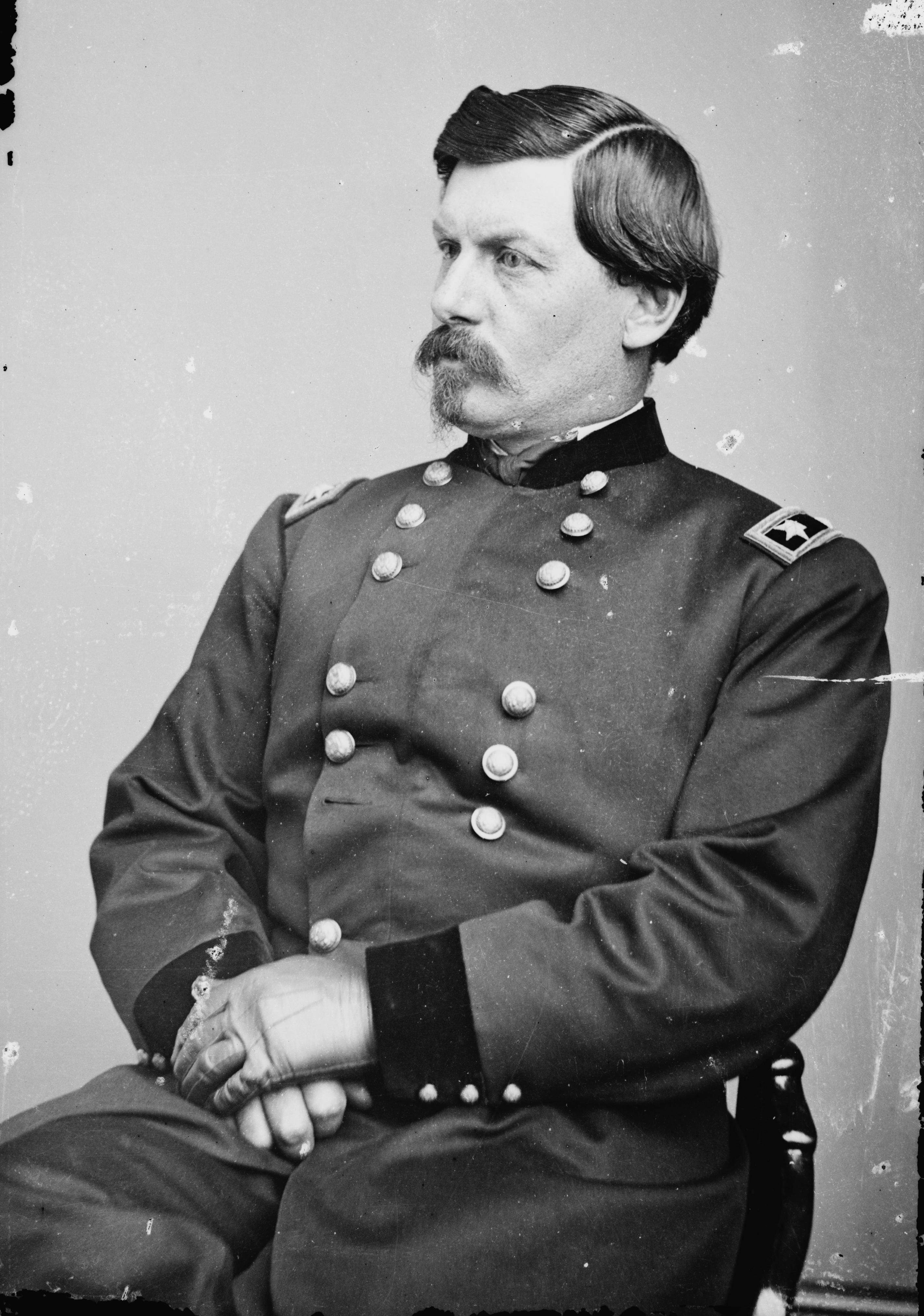
George B. McClellan, Oberbefehlshaber der Unionsarmee zwischen 1861 und 1862.

Die Union der Nordstaaten unter Abraham Lincoln suchte in den frühen Phasen des Sezessionskrieges nach einem schnellen Entscheidungssieg über die südliche Konföderation. General George B. McClellan, welcher im Herbst 1861 Winfield Scott ersetzt hatte, wurde beauftragt, mithilfe eines Angriffes auf den Bundesstaat Virginia die dort befindliche Hauptstadt der Konföderation, Richmond, so schnell wie möglich einzunehmen und die Sezession derart zu beenden. McClellan, stets defensiv eingestellt, hatte den Großteil seiner Kräfte seit der Niederlage des Nordens am Bull Run am 21. Juli 1861 weitgehend geschont, um eine zweite Niederlage zu vermeiden.

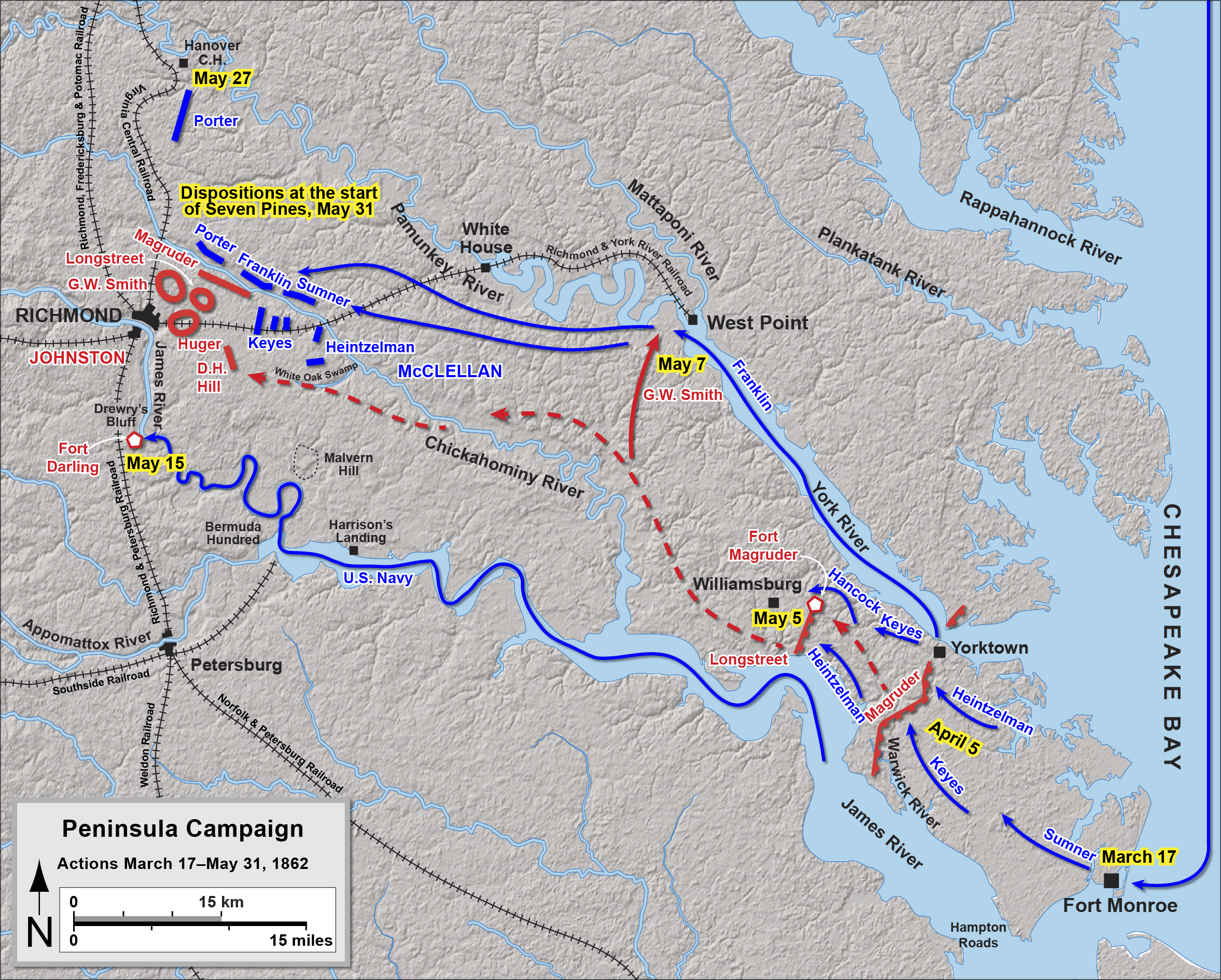
Der Halbinsel-Feldzug, 17. März bis 31. Mai 1862.

Der Halbinsel-Feldzug begann am 17. März 1862 mit der Landung in mehreren Wellen von über 120.000 Soldaten der nördlichen Potomac-Armee bei Fort Monroe am südöstlichen Ende der Virginia-Halbinsel. Nach dem Teilsieg der Konföderationsmarine in der Seeschlacht von Hampton Roads am 8. März hatte sich die Union gezwungen gesehen, von einem direkten amphibischen Angriff abzusehen und Richmond ausschließlich vom Landweg aus anzugreifen.
Zum Zeitpunkt der Landung der Unionstruppen befanden sich höchstens 13.000 konföderierte Verteidiger in Yorktown. Befehlshaber der Verteidiger war Generalmajor John B. Magruder. Magruders zahlenmäßig weit unterlegene Truppen hielten die Warwick-Linie, einen gen Südosten gerichteten Verteidigungsgürtel. Die Warwick-Linie erstreckte sich entlang des Warwick River von Yorktown am York River bis nach Mulberry Point am James River und umfasste somit die gesamte Halbinsel.
McClellan plante, die Konföderationstruppen mithilfe des 3. US-Armeekorps (Samuel P. Heintzelman) in ihren Stellungen festzusetzen und sie dann auf der linken Flanke mit dem 4. US-Armeekorps (Erasmus D. Keyes) zu umkesseln. Das Oberkommando der Union unterschätzte zu diesem Zeitpunkt noch die Länge der Warwick-Linie und nahm an, die Konföderation sei ausschließlich im direkten Umkreis der Stadt Yorktown selbst aufgestellt.

## Schlachtverlauf

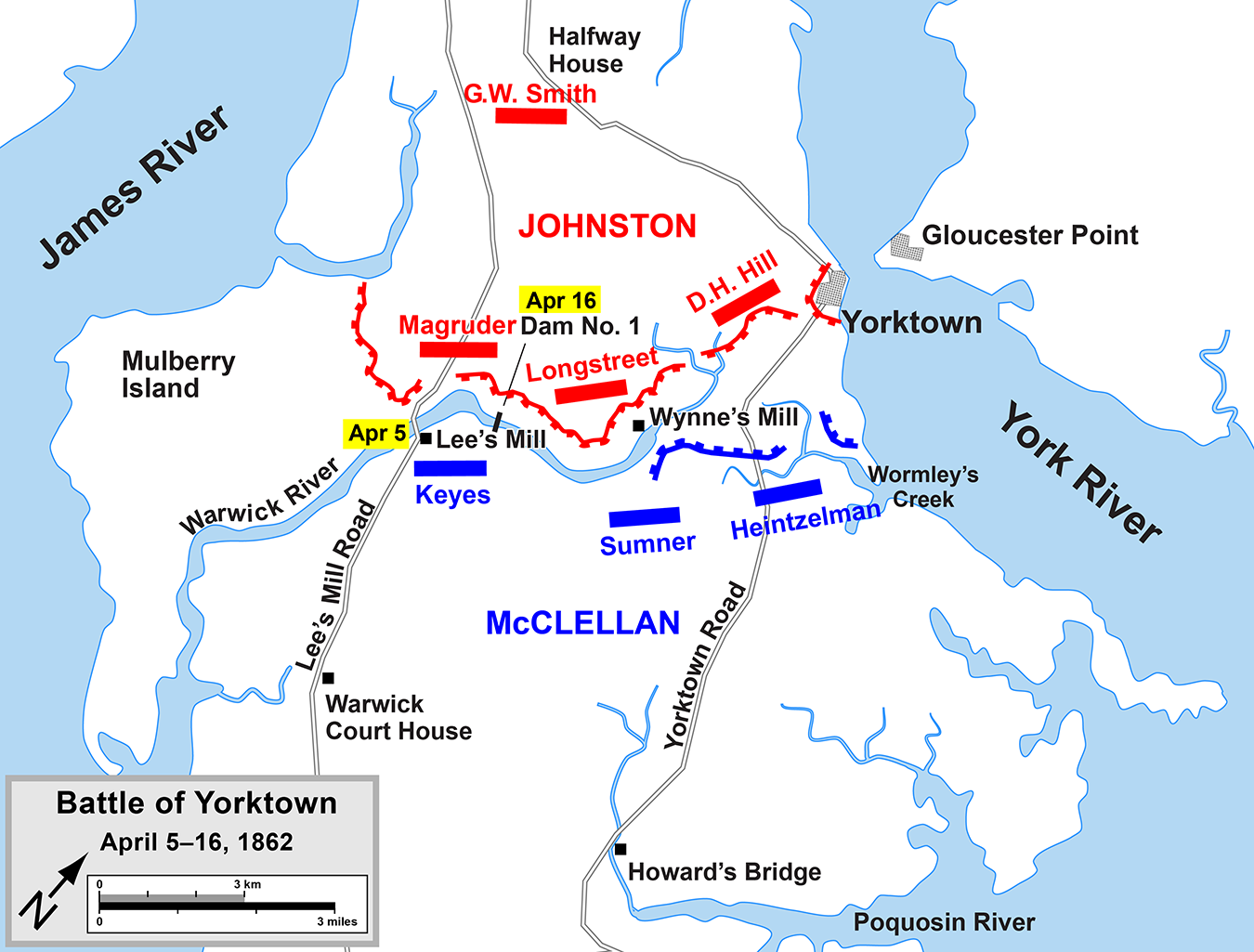
Belagerung von Yorktown, 5. bis 16. April 1862.

Am 4. April 1862 kam es zum ersten Feindkontakt zwischen den beiden Armeen bei Lees Mill, wo das 4. US-Korps den geplanten Vormarsch über die linke Flanke in die Tat umsetzte. Lees Mill wurde von konföderierten Artillerieformationen sowie von Infanterieverbänden in Schützengräben verteidigt. Der Kommandeur des 4. Korps, Erasmus D. Keyes, meldete McClellan die schweren Befestigungen. McClellan wurde von dieser Meldung in seinem weiteren Vorgehen stark beeinflusst und hielt die Unionstruppen aus Furcht vor schweren Verlusten zurück.
Hätten Keyes oder McClellan die Linien der Konföderation etwas aktiver ausgekundschaftet, hätten sie festgestellt, dass die Verteidiger mit ihren Stellungen völlig überfordert waren. Ein früher Sturmangriff der Union hätte zu diesem Zeitpunkt die Warwick-Linie mit hoher Wahrscheinlichkeit durchschlagen und die Südstaatler gezwungen, Yorktown aufzugeben. Auf der Seite des Südens versuchte General Magruder, die Union bezüglich der Stärke seiner Truppen zu täuschen. Er befahl seinen Truppen, mit möglichst großer Lautstärke zwischen Stellungen zu wechseln oder sich vom Gegner in kurzer Zeit mehrfach sichten zu lassen, um wie mehrere Einheiten auszusehen.
Zu diesem Zeitpunkt befanden sich bereits mehrere Großverbände der Konföderation auf dem Weg nach Yorktown, um Magruders Verteidiger von hinten zu verstärken. McClellan glaubte am 5. April, die Truppen von Joseph E. Johnston hätten sich den Verteidigern angeschlossen. Dies war jedoch eine Fehlannahme: Johnstons Vorhut traf erst am 10. April in Yorktown ein. Die Union ließ ein weiteres mögliches Zeitfenster für den Angriff tatenlos verstreichen.
McClellan befahl am Abend des 5. April, die feindliche Verteidigungslinie mit Lockvögeln zu testen. Am 6. April wurde dieser Test von Teilen von zwei Unionsbrigaden durchgeführt. Die gesamte Länge des Warwick River wurde als unüberwindbar eingeschätzt, wobei erneut Magruders Täuschungsmanöver die Union verwirren konnten, und weitere Operationen der Nordstaaten durch schlechtes Wetter bis zum 10. April vereitelt.
Am 9. April identifizierten Unionseinheiten den Dam Number One (dt.: Damm Nummer Eins) östlich von Lees Mill als möglichen Angriffspunkt über den Warwick River. Es war die einzige größere Stelle des Flusses, wo das Ostufer, Garrow Ridge genannt, geographisch höher lag als das Westufer, sodass Artillerie der Union von hier aus leicht den Angriff unterstützen können würde. Jedoch wurde diese Nachricht an General McClellan von konföderierten Truppen abgefangen, und McClellan erfuhr erst am 14. April vom strategischen Wert von Dam Number One.
Am 10. April forderte McClellan bei der US-Regierung Verstärkung an. Eine Division von über 12.000 Mann, kommandiert von William Buel Franklin, wurde abgestellt. Franklins Division brauchte für die Verschiffung zur Virginia-Halbinsel zehn Tage und verblieb danach in Bereitschaft im Hafen.
Die konföderierten Verteidiger waren erstaunt über McClellans wiederholt passive Vorgehensweise. Die zu diesem Zeitpunkt 50.000 Mann starke Unionsarmee, von den Konföderierten gar auf 200.000 und mehr geschätzt, hatte es den Südstaatlern erlaubt, die Stellungen der Warwick-Linie mit mehr und mehr Soldaten zu verstärken.
Am 15. April befahl McClellan, Garrow Ridge einzunehmen. Eine Division unter General Smith machte am 16. April zunächst gute Fortschritte, konnte die anfänglichen Erfolge jedoch nicht ausnutzen. Die Union erlitt während des Gefechts bei Garrow Ridge 309 Verluste.
Der leichte Rückschlag bei Garrow Ridge überzeugte McClellan erneut, dass ein Sturmangriff auf Yorktown nicht umsetzbar sei. Die Nordstaatenarmee bereitete sich daraufhin auf eine lange Belagerung vor, aber der Rückzug der Südstaatler kam ihnen zuvor.
Der Kommandeur der York River Flottila der US-Marine, Missroon, wurde am 30. April seines Kommandos enthoben und durch den aggressiveren William Smith ersetzt. Smith setzte daraufhin seine Schiffe ein, um die Stadt Yorktown von Osten aus zu bombardieren. Konföderationsgeneral Johnston sah in der erhöhten Aggression der US-Marine die Gefahr einer möglichen amphibischen Landung hinter seiner Verteidigungslinie und traf daraufhin die Entscheidung, den Rückzüg der Südstaatler von der Halbinsel vorzubereiten.
Am 3. Mai wurde auf der Seite der Südstaaten der Befehl ausgegeben, die Truppen aus Yorktown abzuziehen. Dieser Rückzug war zum 4. Mai abgeschlossen. Wiederum war McClellan in seiner Antwort zu langsam, um die Truppen der Konföderation entscheidend operativ zu behindern. Sein Befehl an die Franklins Division, immer noch im Hafen auf den Schiffen, den feindlichen Rückzug durch einen amphibischen Angriff abzuschneiden, wurde erst am 7. Mai in die Tat umgesetzt.
Am 4. Mai fiel Yorktown in die Hände der Unionstruppen. Obgleich die Konföderation die Schlacht auf taktischer Ebene verloren und die Stadt aufgegeben hatte, so hatten sich die Südstaatler doch vier Wochen Zeit erkauft, um die Stadt Richmond gegen McClellans Aufmarsch zu verteidigen. Dieses Zeitpolster, zuzüglich weiterer unnötiger Verzögerungen durch McClellan, erlaubten der Konföderation schließlich den temporären Befreiungsschlag im Juni 1862.

## Nachspiel
Nach dem Rückzug der Konföderation aus Yorktown zogen sich die Südstaatler am 5. Mai 1862 auch aus Williamsburg und am 9. Mai aus Norfolk zurück. Am 11. Mai musste die CSS Virginia, das siegreiche Panzerschiff der Schlacht von Hampton Roads, von ihrem Kapitän auf Grund gesetzt und gesprengt werden, was der Kampfmoral der konföderierten Bevölkerung einen empfindlichen Schlag versetzte. Bis Ende Mai erreichten über 100.000 Unionstruppen unter McClellans Befehl den Großraum Richmond und bedrohten damit die Hauptstadt der Konföderation, während weitere 30.000 Nordstaatler unter Irvin McDowell die Stadt Fredericksburg bedrohten.
Die Eroberung Richmonds wurde Ende Juni 1862 durch eine Gegenoffensive der Konföderation und durch mehrere siegreiche Gefechte, kollektiv oft Sieben-Tage-Schlacht genannt, verhindert. Die Potomac-Armee war nach der finalen Niederlage bei der Schlacht am Malvern Hill gezwungen, sich zurückzuziehen, und die Chance eines schnellen Sieges über die Sezessionisten war vertan.
McClellan war wegen seiner wiederholt übervorsichtigen Vorgehensweise sowohl bei Yorktown als auch bei Richmond in den Augen vieler Nordstaatler der Hauptverantwortliche für das Scheitern des Halbinsel-Feldzuges und machte sich unter anderem Wirtschaftsminister Salmon P. Chase und Kriegsminister Edwin M. Stanton zum Feind. Innerhalb eines Monats nach der Niederlage bei Malvern Hill drängten mehrere Kabinettsmitglieder Präsident Lincoln offen, McClellan seines Kommandos zu entheben. Im November 1862, nach der Schlacht am Antietam, wurde McClellan auf Lincolns Befehl durch Ambrose Burnside ersetzt.
McClellan galt für lange Zeit wegen seiner vorsichtigen Gangart, u. a. bei Yorktown, unter Historikern als untalentierter und schlechter General, jedoch wurde in jüngerer Zeit McClellans gründliches Vorgehen und die hohe Kampfmoral, welche er in seinen Truppen inspirierte, positiv hervorgehoben. Trotzdem gilt es als sehr wahrscheinlich, dass McClellan Hauptschuldiger daran war, dass die Union scheiterte, Richmond einzunehmen.